# Eleutherodactylus gryllus
Eleutherodactylus gryllus é uma espécie de anfíbio da família Eleutherodactylidae.
É endémica de Porto Rico.
Os seus habitats naturais são: florestas subtropicais ou tropicais húmidas de baixa altitude e regiões subtropicais ou tropicais húmidas de alta altitude.